# Liste der Stolpersteine in Ober-Ramstadt
Die Liste der Stolpersteine in Ober-Ramstadt enthält alle Stolpersteine, die im Rahmen des gleichnamigen Kunst-Projekts von Gunter Demnig in Ober-Ramstadt verlegt wurden. Mit ihnen soll an Opfer des Nationalsozialismus erinnert werden, die in Ober-Ramstadt lebten und wirkten.

## Verlegte Stolpersteine
In Ober-Ramstadt wurden bisher neunzehn Stolpersteine an sieben Adressen verlegt.
| Stolperstein | Inschrift | Verlegort               | Name, Leben |
| --- | --- | ----------------------- | --- |
| Bild gesucht Die Wikipedia wünscht sich an dieser Stelle ein Bild vom Ort mit diesen Koordinaten 49.8293607 8.747239 . Motiv: Stolperstein für Dina Bendorf Falls du dabei helfen möchtest, erklärt die Anleitung , wie das geht. BW     | HIER WOHNTE DINA BENDORF GEB. JUNKER JG. 1899 DEPORTIERT 1942 ERMORDET 1942 IN TRAWNIKI                                                                    | Darmstädter Straße 22 · | Dina Bendorf, geborene Junker (1899–1942) |
| Bild gesucht Die Wikipedia wünscht sich an dieser Stelle ein Bild vom Ort mit diesen Koordinaten 49.8293607 8.747239 . Motiv: Stolperstein für Jettchen Bendorf Falls du dabei helfen möchtest, erklärt die Anleitung , wie das geht. BW | HIER WOHNTE HENRIETTE 'JETTCHEN' BENDORF JG. 1855 DEPORTIERT 1942 THERESIENSTADT ERMORDET 27.9.1942                                                        | Darmstädter Straße 22 · | Henriette Bendorf (1855–1942) |
| Bild gesucht Die Wikipedia wünscht sich an dieser Stelle ein Bild vom Ort mit diesen Koordinaten 49.8293607 8.747239 . Motiv: Stolperstein für Joseph Bendorf Falls du dabei helfen möchtest, erklärt die Anleitung , wie das geht. BW   | HIER WOHNTE JOSEPH BENDORF JG. 1882 DEPORTIERT 1942 ERMORDET 1942 IN TRAWNIKI                                                                              | Darmstädter Straße 22 · | Joseph Bendorf (1882–1942) |
| Bild gesucht Die Wikipedia wünscht sich an dieser Stelle ein Bild vom Ort mit diesen Koordinaten 49.8284981 8.7467401 . Motiv: Stolperstein für Julie Bendorf Falls du dabei helfen möchtest, erklärt die Anleitung , wie das geht. BW   | HIER WOHNTE JULIE BENDORF GEB. KAHN JG. 1885 ZWANGSVERMIETUNG GESCHÄFT UND HAUS AN NATIONALSOZIALISTEN OPFER DES POGROMS 1938 TOT AN DEN FOLGEN 23.10.1939 | Hammergasse 2 ·         | Julie Bendorf, geborene Kahn (1885–1939) |
| Bild gesucht Die Wikipedia wünscht sich an dieser Stelle ein Bild vom Ort mit diesen Koordinaten 49.8293607 8.747239 . Motiv: Stolperstein für Julius Bendorf Falls du dabei helfen möchtest, erklärt die Anleitung , wie das geht. BW   | HIER WOHNTE JULIUS BENDORF JG. 1915 VERHAFTET 1938 ARBEITSLAGER PADERBORN DEPORTIERT 1943 AUSCHWITZ ÜBERLEBT                                               | Darmstädter Straße 22 · | Julius Bendorf Der Holocaust-Überlebende Julius Bendorf nahm – 95-jährig – auf Einladung der Stadt Ober-Ramstadt persönlich an der Verlegung der Stolpersteine für ihn und seine Familie teil. |
| Bild gesucht Die Wikipedia wünscht sich an dieser Stelle ein Bild vom Ort mit diesen Koordinaten 49.8301192 8.7476848 . Motiv: Stolperstein für Käthe Bendorf Falls du dabei helfen möchtest, erklärt die Anleitung , wie das geht. BW   | HIER WOHNTE KÄTHE BENDORF JG. 1884 DEPORTIERT 1942 THERESIENSTADT ERMORDET 23.1.1943 AUSCHWITZ                                                             | Hohlgasse 4 ·           | Käthe Bendorf (1884–1943) |
| Bild gesucht Die Wikipedia wünscht sich an dieser Stelle ein Bild vom Ort mit diesen Koordinaten 49.8293607 8.747239 . Motiv: Stolperstein für Manfred Bendorf Falls du dabei helfen möchtest, erklärt die Anleitung , wie das geht. BW  | HIER WOHNTE MANFRED BENDORF JG. 1919 VERHAFTET 1938 ARBEITSLAGER PADERBORN DEPORTIERT 1943 AUSCHWITZ ERMORDET 16.6.1943                                    | Darmstädter Straße 22 · | Manfred Bendorf (1919–1943) |
| Bild gesucht Die Wikipedia wünscht sich an dieser Stelle ein Bild vom Ort mit diesen Koordinaten 49.8284981 8.7467401 . Motiv: Stolperstein für Moses Bendorf Falls du dabei helfen möchtest, erklärt die Anleitung , wie das geht. BW   | HIER WOHNTE MOSES BENDORF JG. 1887 DEPORTIERT 1942 ERMORDET IN TRAWNIKI                                                                                    | Hammergasse 2 ·         | Moses Bendorf (1887–1942/45) |
| Bild gesucht Die Wikipedia wünscht sich an dieser Stelle ein Bild vom Ort mit diesen Koordinaten 49.8301192 8.7476848 . Motiv: Stolperstein für Simon Bendorf Falls du dabei helfen möchtest, erklärt die Anleitung , wie das geht. BW   | HIER WOHNTE SIMON BENDORF JG. 1863 DEPORTIERT 1942 THERESIENSTADT ERMORDET 20.10.1942                                                                      | Hohlgasse 4 ·           | Simon Bendorf (1863–1942) |
| Bild gesucht Die Wikipedia wünscht sich an dieser Stelle ein Bild vom Ort mit diesen Koordinaten 49.8284981 8.7467401 . Motiv: Stolperstein für Therese Bendorf Falls du dabei helfen möchtest, erklärt die Anleitung , wie das geht. BW | HIER WOHNTE THERESE GERTRUDE BENDORF VERH. ISENBERG JG. 1920 FLUCHT 1939 USA ÜBERLEBT                                                                      | Hammergasse 2 ·         | Therese Bendorf, verheiratete Isenberg (1920–) |
| Bild gesucht Die Wikipedia wünscht sich an dieser Stelle ein Bild vom Ort mit diesen Koordinaten 49.8301192 8.7476848 . Motiv: Stolperstein für Willi Bendorf Falls du dabei helfen möchtest, erklärt die Anleitung , wie das geht. BW   | HIER WOHNTE WILLI BENDORF JG. 1906 FLUCHT 1937 USA ÜBERLEBT                                                                                                | Hohlgasse 4 ·           | Willi Bendorf (1906–) |
| | HIER WOHNTE ABRAHAM WARTENSLEBEN JG. 1883 OPFER DES POGROMS FLUCHT 1939 USA ÜBERLEBT                                                                       | Baustraße 6 ·           | Abraham Wartensleben (1883–) |
| | HIER WOHNTE HEINRICH WARTENSLEBEN JG. 1883 DEPORTIERT 1942 REGION LUBLIN ERMORDET                                                                          | Grabengasse 3 ·         | Heinrich Wartensleben (1883–1942/45) |
| | HIER WOHNTE IDA WARTENSLEBEN GEB. HAAS JG. 1884 OPFER DES POGROMS FLUCHT 1939 USA ÜBERLEBT                                                                 | Baustraße 6 ·           | Ida Wartensleben, geborene Haas (1884–) |
| | HIER WOHNTE ILSE WARTENSLEBEN JG. 1921 FLUCHT 1937 USA ÜBERLEBT                                                                                            | Baustraße 6 ·           | Ilse Wartensleben (1921–) |
| | HIER WOHNTE JETTCHEN WARTENSLEBEN GEB. WARTENSLEBEN JG. 1876 DEPORTIERT 1942 THERESIENSTADT ERMORDET 3.4.1944                                              | Darmstädter Straße 34 · | Jettchen Wartensleben |
| | HIER WOHNTE JOSEF WARTENSLEBEN JG. 1864 DEPORTIERT 1942 THERESIENSTADT ERMORDET 1.8.1943                                                                   | Grafengasse 3 ·         | Josef Wartensleben |
| | HIER WOHNTE THEKLA WARTENSLEBEN GEB. SONDHEIMER JG. 1876 DEPORTIERT 1942 THERESIENSTADT ERMORDET 16.5.1944                                                 | Grafengasse 3 ·         | Thekla Wartensleben |
| | HIER WOHNTE WOLF WARTENSLEBEN JG. 1868 DEPORTIERT 1942 THERESIENSTADT ÜBERLEBT                                                                             | Darmstädter Straße 34 · | Wolf Wartensleben |

## Verlegedaten
Die Initiative für die Verlegungen kam von Schülern des 12. Jahrgangs der Georg-Christoph-Lichtenberg-Schule.
- 13. März 2010: Baustraße 6, Darmstädter Straße 22, Darmstädter Straße 34
- 14. Mai 2012: Grabengasse 3, Grafengasse 3, Hammergasse 2, Hohlgasse 4